# Orthocentrus longiceps
Orthocentrus longiceps là một loài tò vò trong họ Ichneumonidae.